# Іхтамір
Іхтамір (монг.: Ихтамир) — сомон Архангайського аймаку Монголії. Територія 4,8 тис. км², населення 6,7 тис. чол.. Центр селище Заанхошуу. Знаходиться на відстані 27 км від Цецерлега, 475 км від Улан-Батора. Школа, лікарня, торгово-культурні центри.

## Рельєф
Хребти Анагин (3539 м.) Хоромсог, Уліастай, Тогоо, Байц. Річки Хануй, Хунуй.

## Корисні копалини
Запаси кам'яного вугілля, кришталю та ін.

## Клімат
Клімат різкоконтинентальний, середня температура січня −20 градусів, липня + 16 градусів, щорічна норма опадів 300–400 мм.

## Тваринний світ
Водяться гірські барани, козулі, лисиці, корсаки, вовки, дикі кішки.

## Межі сомону
Сомон межує з такими сомонами аймаку Чулуут, Ундер-Улаан, Ерденемандал, Батценгел, Ерденебулган, Булган, на півдні межує з аймаком Баянхонгор.